# Space (французький гурт)
«Space» (англ. Космос) — французький гурт з Марселя. Виконує музику в жанрі електронної музики. Заснований 1977 року.

## Історія
Гурт був заснований 1977 року Дідьє Маруані, Роланом Романеллі і Яннік Топом. Дідьє Маруані на той час мав деяку популярність як сольний поп-виконавець, але незабаром зосередився на гурті. У ранній період музиканти всіляко підкреслювали науково-фантастичну спрямованість свого гурту, часто виступаючи в сценічних костюмах на зразок скафандрів .
У кінці 1970-х гурт випустив три успішних альбоми: «Magic Fly», «Deliverance» і «Just Blue», проданих у цілому тиражем більше 12 мільйонів копій. Після цього в гурті відбувся розкол, у результаті якого гурт залишив її засновник Маруані. Після цього «Space» (на чолі з Роланом Романеллі — сольні альбоми «Pulstar» (1978), «Connecting flight» (1982)) випустили ще один альбом «Deeper Zone» (1980), перш ніж остаточно розпастися 1981 року.
Дідьє Маруані продовжив сольну кар'єру, випустивши альбоми «Paris-France-Transit» і «Space Opera». До 1990 року його гурт виступав під назвою «Didier Marouani & Space», поки Дідьє не отримав через суд права на назву «Space», таким чином, відтворивши групу.

## Дискографія

### Альбоми
- Magic Fly (1977)
- Deliverance (1977)
- Just Blue (1978)
- Deeper Zone (1980)
- Paris-France Transit (1982)
- Space Opera (1987)
- The Very Best of Space (1985)
- Concerts en URSS (1996)
- Best of (1998)
- Symphonic Space Dream (2002)

### Сингли
- «Magic Fly» (1977)
- «Tango in space» (1977)
- «Running in the city» (1978)
- «Prison» (1978)
- «Just Blue» (1979)
- «Save Your Love For Me» (1979)
- «On the air» (1980)
- «Tender force» (1980)